# Jamaal Magloire
Pour les articles homonymes, voir Magloire (homonymie).
Jamaal Dane Magloire (né le 21 mai 1978 à Toronto en Ontario) est un joueur professionnel canadien de basket-ball évoluant au poste de pivot.
Il effectue sa carrière universitaire avec les Kentucky Wildcats, avec qui il remporte le championnat NCAA en 1998. Magloire est drafté en 2000 par les Hornets de Charlotte.
Bien intégré à la rotation des Hornets de Charlotte, il déménage avec la franchise à La Nouvelle-Orléans en 2002. Par la suite, il est souvent transféré mais ne reste pas plus d'une saison dans les différentes équipes : Bucks de Milwaukee (2005-2006), Trail Blazers de Portland (2006-2007), Nets du New Jersey (2007-2008). En février 2008, il est transféré aux Mavericks de Dallas, pour pallier le départ de DeSagana Diop. Il est ensuite remplaçant d'Erick Dampier, le pilier titulaire des Mavericks. Puis en septembre 2008, il rejoint le Heat de Miami.
Magloire participe au NBA All-Star Game 2004 disputé au Staples Center de Los Angeles.
En décembre 2011, il rejoint les Raptors de Toronto, le club de sa ville natale.

## Palmarès
- Finales NBA en 2011 contre les Mavericks de Dallas avec le Heat de Miami.
- Champion de la Conférence Est de NBA en 2011 avec le Heat de Miami.